# 십년만의 외출
"십년만의 외출"(Outing In 10 Years)은 한국에서 제작된 설태호 감독의 1975년 영화이다. 이순재 등이 주연으로 출연하였고 김화식 등이 제작에 참여하였다.

## 출연

### 주연
- 이순재
- 최영주
- 태현실

### 조연
- 황해
- 이향
- 장훈
- 추석양
- 김기범
- 백송
- 이예성
- 임성포
- 최준
- 지용남
- 정규영
- 노사강
- 공태선
- 전숙
- 권일정
- 양춘
- 김미경

## 기타
- 촬영부: 민완기
- 조명: 고해진
- 조명부: 이민부
- 조연출: 김용구
- 조연출: 공병선
- 음향: 최형래
- 사운드: 김병수
- 미술: 이봉선